# 六本佳平
六本 佳平（ろくもと かへい、1939年3月10日 - ）は、日本の法学者。東京大学名誉教授。専門は法社会学。法学博士。神戸市出身。1970年助教授として、日本の国立大学最初の「法社会学講座」担当者となる。俳人の六本和子は母親。

## 学歴[1]
- 1945年［静岡県田方郡函南村函南小学校入学（1950年東京移転）］
- 1951年［東京・四谷第六小学校卒業］
- 1954年 甲南中学校卒業[2]
- 1957年 麻布高等学校卒業[2]
- 1963年 東京大学法学部政治コース卒業
- 1965年 東京大学大学院法学政治学研究科修士課程修了（法学修士）
- 1965-67年 カリフォルニア大学バークレー校社会学部大学院博士課程留学
- 1970年 東京大学大学院法学政治学研究科博士課程修了（法学博士）

## 職歴
- 1970年 東京大学法学部助教授（法社会学講座）
- 1976-78年 A.v.フンボルト財団研究員としてビーレフェルト大学社会学部滞在;
- 1978年 東京大学法学部教授（1996年 東京大学附属図書館長）
- 1988-89年 文部省在外研究員としてロンドン・スクール・オブ・エコノミクス法学部滞在
- 1996年-1999年 日本法社会学会理事長
- 1998年4月 米国・コロンビア大学・ロースクール客員教授（「日本の法」担当）
- 1999年3月東京大学定年退官
- 1999年 放送大学教授、東京大学名誉教授
- 2000年8月‐11月 米国・カリフォルニア大学バークレー・ロースクール客員教授（「日本の法と社会」担当）
- 2004年 放送大学特任教授

## 著作・編著
- 『民事紛争の法的解決』（岩波書店）1971年
- 『法社会学教材』（石村善助と共編）（東京大学出版会）1976年
- 『法社会学』（有斐閣）1986年
- 『法社会学入門－テュトリアル18講』（有斐閣）1991年
- 『法社会学の新地平』（日本法社会学会と共編）（有斐閣）1999年
- 『日本の法システム』（放送大学教育振興会）2000年
- 『比較法システム論』（放送大学教育振興会）2002年
- 『日本法文化の形成』（放送大学教育振興会）2003年
- 『法の世界』（放送大学教育振興会）2004年
- 『日本の法と社会』（有斐閣）2004年
- 『末弘厳太郎と日本の法社会学』（六本佳平＝吉田勇編）（東京大学出版会）2007年
- (Editor), Sociological Theory of Law, Dartmouth, 1994
- (Co-editor with Dai-Kwon Choi) Judicial System Transformation in the Globalizing World: Korea and Japan, Seoul National UP, 2007

## 論文
- 「法社会学再訪（1）」（法学協会雑誌141巻7号556－600頁、2024年）「同（2）法学協会雑誌141巻8号668－730頁、2024年」
- 「法の社会学的理論(一)」（法学協会雑誌96巻12号1503-1541頁、1979年）「同(二)」（法学協会雑誌100巻4号679-714頁、1983年）「法の社会学的理論(三・完)」（法学協会雑誌137巻8号101-156頁、2020年）
- 「弁護士の役割と業務形態：日本と外国との数量的比較を中心として」（『法学協会百周年記念論文集第一巻』、1983年）
- 「医療事故訴訟事件の特質と処理パターン」（唄孝一（編）『医療と法と倫理』岩波書店、1983年）
- 「規制過程と法文化：排水規制に関する日英の実態研究を手がかりに」（『平野龍一先生古希祝賀論文集・下巻』有斐閣、1991年）
- 「戦後川島法社会学の遺産」法律時報65巻1号（1993年）
- 「法社会学研究における法文化」法社会学47号（1995年）
- 「日本の法社会学における紛争研究の展開」法社会学49号（1997年）
- 「日本の法社会学と法文化」日本法社会学会（編）・六本佳平（編集責任）『法社会学の新地平』（有斐閣、1998年）
- 「地域における法の担い手の将来像」NBL695号（2000年）
- 「ロースクールの教育方法について――カリフォルニア大学バークレーでの現状を中心に――」法学協会雑誌118巻12号（2001年）
- 「法曹養成における基礎法学の役割－－法社会学の観点からーー」伊藤茂夫（編）『法曹養成実務入門講座別巻　基礎法学と実定法学の協働』（信山社、2005年）
- "The Present State of Japanese Practicing Attorneys: On the Way to Full Professionalization?." in Richard Abel & Philip Lewis (eds.), Lawyers in Society: The Civil Law World, University of California Press, 1988
- "Law and Culture in Transition, " The American Journal of Comparative Law, Vol. 49, No. 4 (Fall, 2001)
- "Philip Selznick's Concept of Law and Legal Sociology: A View from Japan," in Robert A. Kagan, Martin Krygier & Kenneth Winston, (eds.) Legality and Community: On the Intellectual Legacy of Philip Selznick (Rowman & Littlefield, 2002)
- "The Historical Roots of Stasis and Change in Japanese Legal Education," in Arthur Rosett, Lucie Cheng & Margaret Y. K. Woo, (eds.) East Asian Law: Universal Norms and Legal Cultures (Routledge Curzon, 2003)
- "Overhauling the Judicial System: Japan's Response to the Globalizing World," Zeischrift für Japananishces Recht, Vol.10, No.20 (2005)
- "Legal Education," in Daniel H. Foote, (ed.), Law in Japan: A Turning Point, University of Washington Press, 2007
- "Institutionen: Recht und Juristen in der Transformation," in Harald Baum & Moritz Bälz, (eds.), Handbuch Japanisches Handels- und Wirtschaftsrecht, Carl Heymanns Verlag, 2011

## 訳書
- D. ロイド『現代法学入門－法の観念』（川島武宜との共訳）（日本評論社、1968年）
- ルーマン著『法社会学』（村上淳一との共訳）（岩波書店、1977年）
- ノネ=セルズニック著『法と社会の変動理論』（岩波書店、1981年）

## 調査票製作
「弁護士業務の経済的基盤に関する実態調査票」1980年実施（日本弁護士連合会、全国調査、自由と正義32巻10号所載）
```
「法学部教育に関する実態調査」1989年に東京大学法学部全学生を対象に実施（東京大学法学部・第二次蓬莱計画に関するワーキング・グループ調査班・学生担当により実施、同調査最終報告書に所載、1990年）
「司法書士の業務実態調査」1988年実施、（全国青年司法書士連絡協議会『90‘札幌大会報告書』に所載)
```

## 門下生
- 村山眞維 - 明治大学教授、千葉大学名誉教授
- 濱野亮 - 立教大学教授
- 尾崎一郎 - 北海道大学教授
- 越智啓三 - 東京医科歯科大学非常勤講師
- 高橋裕 - 神戸大学教授（利谷信義にも師事）
- 長谷川貴陽史 - 東京都立大学教授
- 前田智彦 - 名城大学教授